# Glabrennea silhouettensis
Glabrennea silhouettensis е вид коремоного от семейство Streptaxidae. Видът е критично застрашен от изчезване.

## Разпространение
Разпространен е в Сейшели.